# Autostrada A0 (Rumänien)
Die Autostrada 0 (rumänisch Autostrada Centura București) ist eine teilweise noch im Bau befindliche Ringautobahn um die rumänische Hauptstadt Bukarest. Sie soll die bestehende große Ringstraße Centura București des Nationalstraßennetzes entlasten und die Autobahnen A1, A2 und A3 verbinden.
Am 24. Februar 2012 kündigte das rumänische Verkehrsministerium an, dass im März 2012 eine Machbarkeitsstudie begonnen wird für den Bau innerhalb einer Öffentlich-Privaten Partnerschaft.
Zu den ersten zehn Kilometer welche Ende 2023 im Norden des Autobahnrings dem Verkehr freigegeben wurden, wurden Mitte April 2024 erneut etwa 12 Kilometer, auf dem Südlichen Teil des Rings zwischen den Nationalstraßen DN4, DN5 und DN6, dem Verkehr freigegeben.
Nach Angaben der Nationalen Verwaltung der Verkehrsinfrastruktur CNAIR (Compania Națională de Administrare a Infrastructurii Rutiere) soll von der  etwa 100 Kilometer langen Autobahn, der letzte Teilabschnitt (Lot 1) 2026 fertiggestellt werden.